# 京都大学大学院理学研究科附属地球熱学研究施設

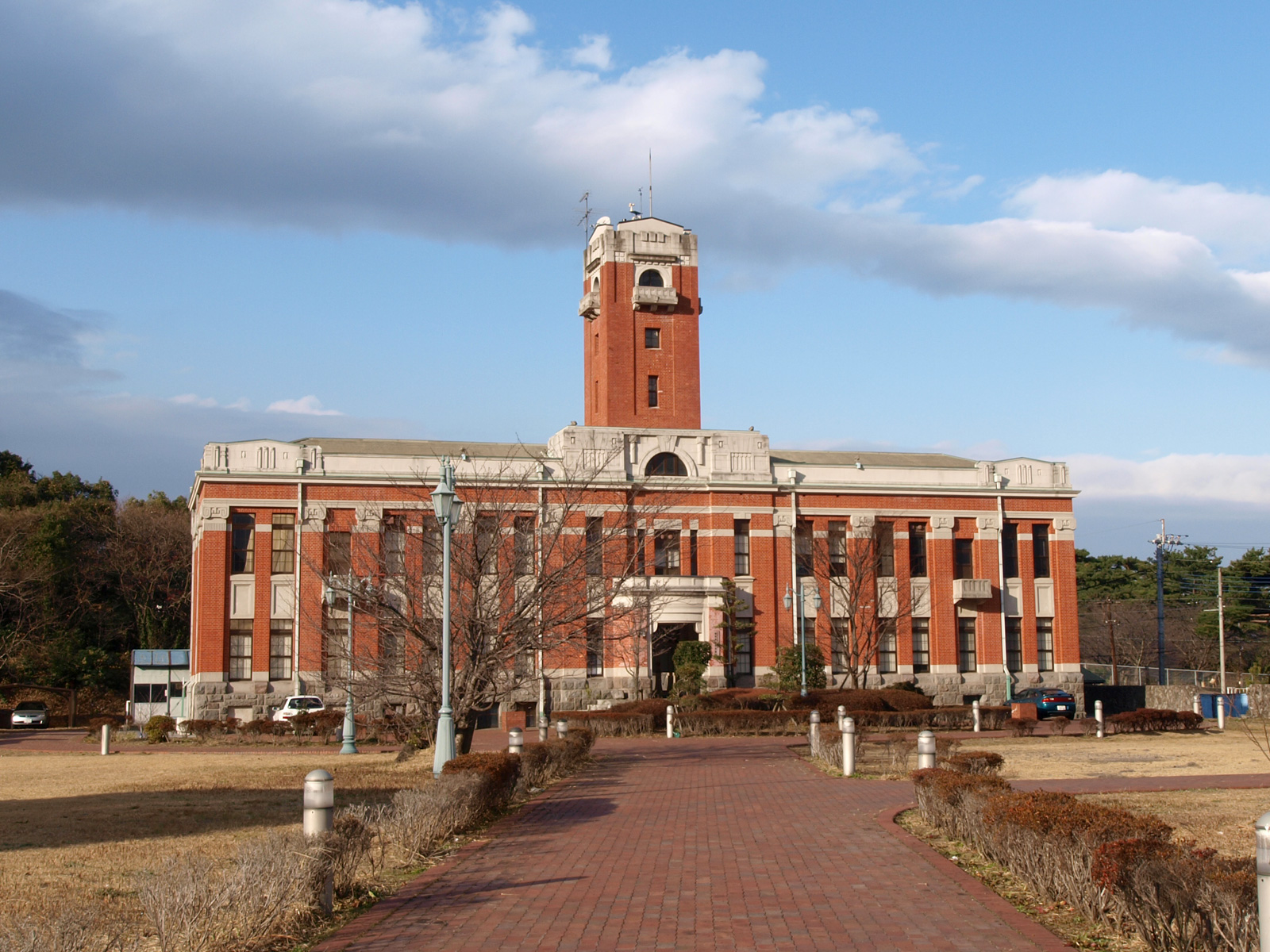
京都大学大学院理学研究科附属地球熱学研究施設本館

京都大学大学院理学研究科附属地球熱学研究施設（きょうとだいがくだいがくいんりがくけんきゅうかふぞく ちきゅうちねつがくけんきゅうしせつ、Kyoto University Institute for Geothermal Sciences）は、別府温泉で知られる大分県別府市に本部を置く京都大学の研究施設で、火山、地熱、温泉に関する研究及び教育を行っている。本部のほか、熊本県阿蘇郡南阿蘇村に火山研究センターを有し、また、大分県、熊本県一円に観測施設が設けられている。別府市にある本館と南阿蘇村にある火山研究センターは国の登録有形文化財に登録されている。

## 沿革
- 1923年（大正12年）12月 - 大分県及び別府町の援助により、地球物理学教室附属地球物理学研究所本館が竣工。
- 1924年（大正13年）1月 - 同研究所における研究開始。
- 1926年（大正15年）10月 - 同研究所の開所式を挙行。
- 1927年（昭和2年） - 国および熊本県の援助によって阿蘇に火山研究施設本館を起工。
- 1928年（昭和3年）3月 - 火山研究施設本館竣工。研究開始。
- 1931年（昭和6年）11月17日 - 陸軍特別大演習参加後の昭和天皇が県内を巡幸。研究所地震観測室を視察[1]。
- 1937年（昭和12年） - 地球物理学研究所と火山研究施設とを統合し、火山温泉研究所と改称。
- 1959年（昭和34年）3月 - 火山温泉研究所を分離して、別府に理学部附属地球物理学研究施設を、阿蘇に理学部附属火山研究施設を設置。
- 1987年（昭和62年）4月 - 地球物理学研究施設に熱水環境部門及び地熱形態研究部門の2部門を増設
- 1997年（平成9年）4月 - 地球物理学研究施設と火山研究施設両研究施設とを統合し、理学部附属地球熱学研究施設に改称。火山研究施設は火山研究センターとなる。
- 1997年（平成9年）6月12日 - 本館が国の登録有形文化財に登録される。
- 1998年（平成10年）4月 - 大学院理学研究科附属に移行。
- 2012年 - 火山研究センターが国の登録有形文化財に登録される。
- 2019年 - 火山研究センターがDOCOMOMO JAPAN選定 日本におけるモダン・ムーブメントの建築に選定される[2]。

## 本館
当時の金額で20万円の工費を投じ、1923年（大正12年）12月に竣工した煉瓦造の施設。平面はL字型であるが、正面から見ると左右対称で、中央に塔屋と玄関が位置している。赤煉瓦の柱型が大小交互にリズミカルに配されており、イオニア式の柱頭などの要部は白い石貼りとされて、全体を引き締めている。
- 所在地：大分県別府市野口原3088-176
- 竣工：1923年（大正12年）12月
- 設計：永瀬狂三（京都帝国大学施設部）
- 構造：煉瓦造 地上2階半地下1階・棟屋付
- 建築面積：510m2
- 登録有形文化財登録年月日：1997年（平成9年）6月12日